# 18321 Bobrov
18321 Bobrov è un asteroide della fascia principale. Scoperto nel 1982, presenta un'orbita caratterizzata da un semiasse maggiore pari a 2,7084985 UA e da un'eccentricità di 0,2776534, inclinata di 3,33538° rispetto all'eclittica.